# Classe County (incrociatore)
La classe County è una classe di incrociatori pesanti della Royal Navy costruita nel periodo interguerra, impostata in base ai criteri del Trattato navale di Londra, che limitava il dislocamento degli incrociatori pesanti a 10.000 tonnellate metriche. Si trattava di una classe numerosa, ben 13 navi varate e 5 altre cancellate, e anche così la più numerosa della loro categoria.
I County avevano il nome di contee inglesi ed erano suddivise in varie sottoclassi (Kent, London e Norfolk) progressivamente migliorate.

## Obiettivi
I nuovi incrociatori da 10.000 tonnellate, noti anche come "Treaty Cruiser"  vista la grande influenza che i trattati navali internazionali ebbero sulla loro progettazione, furono le prime unità costruite in base alle nuove restrizioni. Per contenere il dislocamento totale, i progettisti e l'Ammiragliato si trovarono a dover scegliere con attenzione quali caratteristiche sviluppare di più nelle nuove navi. La US Navy ricorse ad un progetto di unità con torrette triple, in modo da ridurre la lunghezza delle navi per risparmiare peso da utilizzare per la protezione. Questo ovviamente aveva ripercussioni nelle velocità di punta degli incrociatori statunitensi. Le necessità dell'impero britannico, incentrate soprattutto sul controllo di estese rotte coloniali tra la madrepatria e le diverse zone dell'impero, spinsero i progettisti a privilegiare l'autonomia e la velocità delle nuove unità rispetto alla protezione. Vennero quindi mantenute le torrette principali binate ed uno scafo allungato per reggere il mare in ogni condizione meteorologica.

## Le caratteristiche dei County

### Progetto e protezione
Lo scafo delle navi di tale classe prevedeva un bordo libero notevolissimo, ovviamente a beneficio della tenuta di mare e dell'abitabilità, entrambe eccellenti. Tre fumaioli molto snelli ed alti contribuivano a dare alle navi un aspetto imponente ed elegante, quasi da transatlantico. La superficie da proteggere, naturalmente, era molto ampia e anche per questo le navi erano dotate di una protezione assai limitata, specie per le torrette.
Il miglior valore di protezione lo possedeva la cintura corazzata, variabile tra i 76 e i 102 mm, mentre il ponte principale variava tra i 51 e i 127 mm. Le torri e barbette disponevano di solo 25-51 mm.

### Propulsione
Il sistema propulsivo prevedeva turbine Parsons o di altri modelli su ben 4 assi, per un totale di 80 000 hp. Ben 3.200 t di carburante davano un'autonomia estremamente elevata, anche perché la potenza era assai limitata per una tale nave.
La velocità massima era indicata in 32 nodi, non molti ma mantenibili, come uso per la Royal Navy, in condizioni pratiche e non nelle prove in tempo di pace, come in uso in altre Marine (segnatamente, quella Italiana e anche la Marina imperiale giapponese).

### Armamento e velivoli
Il progetto dei County prevedeva 8 cannoni Mk VIII calibro 203 mm, capaci di sparare fino a 27.000 metri proiettili da circa 120 kg Erano buone armi, anche se non straordinarie, in quanto le loro prestazioni erano tenute in secondo piano rispetto all'affidabilità complessiva (che pure ebbe problemi, inizialmente). L'armamento antiaereo verteva su 4 cannoni singoli calibro 4 pollici, 102 mm, che vennero poi sostituiti da torrette binate, per dare alle navi una potenza di fuoco sufficiente.
Altre armi erano gli impianti "pom-pom", affusti multipli per mitragliere Vickers, molto spettacolari ma tendenti ai guasti e molto difficili da tenere in efficienza. Mitragliere da 12,7 e poi da 20 mm Oerlikon completavano le dotazioni antiaeree.
Come armamento silurante erano installati 8 tubi di lancio calibro 533 mm, mentre l'hangar per l'idrovolante non sempre era presente. 

## Servizio

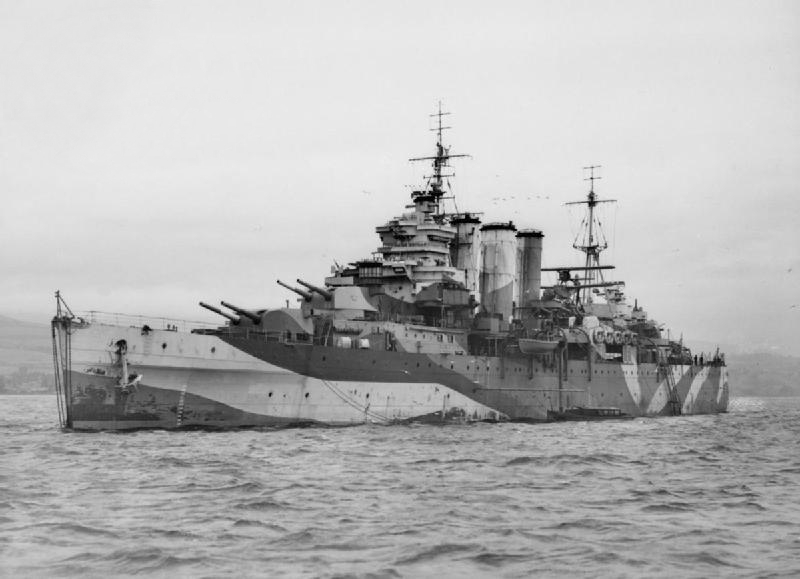
La HMS Sussex

Per molti anni l'elegante sagoma dei County segnò la presenza della RN in ogni parte del mondo, quasi a garanzia della potenza colonialista e politica inglese. Degno di nota che nei 10 anni successivi la Royal Navy non costruì altri incrociatori pesanti, a parte gli York.
Quando subentrarono le ostilità, i County vennero impiegati in larga misura per proteggere la flotta mercantile e le rotte di navigazione.
Essi presero parte a molti eventi bellici di grande importanza, come la caccia alla Bismarck, innumerevoli missioni in Mediterraneo, l'attacco finale alla Scharnhorst. Ma il loro ruolo principale era quello, meno appariscente, di proteggere le navi da trasporto e distruggere i corsari tedeschi, come avvenne con l'Atlantis, centrata dalla Devonshire da oltre 16.000 metri con 8 colpi.
Due navi, l'HMAS Australia e l'HMAS Canberra, vennero cedute alla Marina Australiana. Quest'ultima nave venne affondata durante la disastrosa notte della battaglia dell'Isola di Savo. Sempre per mano dei giapponesi, stavolta non con l'attacco notturno di una squadra di incrociatori, ma grazie all'aviazione imbarcata, andarono persi il Cornwall e il Dorsetshire della Marina Inglese, distrutti da circa 80 bombardieri in picchiata giapponesi nell'aprile 1942. Gli altri incrociatori, nonostante i numerosi danni via via subiti, sopravvissero (10 su 13) alla guerra e vennero via via radiati nel dopoguerra, ormai obsoleti. Caso a parte per la sottoclasse degli York, progettati per ultimi per essere più economici nella costruzione e che solo per il calibro dei pezzi erano classificati come incrociatori pesanti. Delle due navi di questa sottoclasse, inizialmente prevista di otto esemplari, una, l'Exeter, venne affondata in combattimento dai giapponesi nel corso della Battaglia del Mare di Giava mentre l'altra, lo York, fu danneggiato da attacchi di mezzi d'assalto della marina italiana mentre era alla fonda nella baia di Suda, a Creta, fatto incagliare subì ulteriori danni a causa di bombardieri tedeschi, fu usato quale batteria galleggiante e infine smantellato a Bari dopo la guerra.